# 2012-es öttusa-világbajnokság
A 2012-es öttusa-világbajnokságot, amely az 52. volt, a olaszországi Rómában rendezték 2012. május 7. és május 13. között. Az öt versenyszám a hagyományos vívás, úszás, lovaglás és a lövészettel kombinált futás voltak.

## Érmesek

### Férfi
| Versenyszám | Arany                                                                 | Arany | Ezüst                                                          | Ezüst | Bronz                                                          | Bronz |
| ----------- | --------------------------------------------------------------------- | ----- | -------------------------------------------------------------- | ----- | -------------------------------------------------------------- | ----- |
| Egyéni      | Aleksander Lesun · Oroszország                                        | 5964  | Andrey Moiseyev · Oroszország                                  | 5944  | Jung JinHwa · Dél-Korea                                        | 5928  |
| Csapat      | Olaszország · Nicola Benedetti · Riccardo De Luca · Pierpaolo Petroni | 17544 | Oroszország · Ilia Frolov · Sergey Karyakin · Aleksander Lesun | 17480 | Dél-Korea · Hong Jinwoo · Hwang Woojin · Jung Jinhwa           | 17388 |
| Váltó       | Dél-Korea · Hong Jinwoo · Hwang Woojin · Jung Jinhwa                  | 6230  | Németország · Delf Borrmann · Stefan Kollner · Alexander Nobis | 6208  | Oroszország · Maksim Kustov · Alexander Savkin · Ilya Shugarov | 6194  |

### Női
| Versenyszám | Arany                                                           | Arany | Ezüst                                                         | Ezüst | Bronz                                                       | Bronz |
| ----------- | --------------------------------------------------------------- | ----- | ------------------------------------------------------------- | ----- | ----------------------------------------------------------- | ----- |
| Egyéni      | Mhairi Spence · Nagy-Britannia                                  | 5484  | Chen Qian · Kína                                              | 5460  | Samantha Murray · Nagy-Britannia                            | 5452  |
| Csapat      | Nagy-Britannia · Heather Fell · Samantha Murray · Mhairi Spence | 16136 | Magyarország · Gyenesei Leila · Kovács Sarolta · Tóth Adrienn | 16020 | Kína · Chen Qian · Miao Yihua · Zhang Ye                    | 15684 |
| Váltó       | Németország · Janine Kohlmann · Annika Schleu · Lena Schöneborn | 5434  | Kína · Chen Qian · Miao Yihua · Zhang Ye                      | 5414  | Nagy-Britannia · Katy Burke · Kate French · Katy Livingston | 5388  |

### Vegyes
| Versenyszám | Arany                                       | Arany | Ezüst                                             | Ezüst | Bronz                           | Bronz |
| ----------- | ------------------------------------------- | ----- | ------------------------------------------------- | ----- | ------------------------------- | ----- |
| Váltó       | Ukrajna · Ganna Buriak · Oleksandr Mordasov | 6064  | Oroszország · Svetlana Lebedeva · Maxim Kuznetsov | 6052  | Kína · Zhang Ye · Cao Zhongrong | 5988  |

## Éremtáblázat
|          | Nemzet             | Arany | Ezüst | Bronz | Összesen |
| 1.       | Egyesült Királyság | 2     | 0     | 2     | 4        |
| 2.       | Oroszország        | 1     | 3     | 1     | 5        |
| 3.       | Németország        | 1     | 1     | 0     | 2        |
| 4.       | Dél-Korea          | 1     | 0     | 2     | 3        |
| 5.       | Olaszország        | 1     | 0     | 0     | 1        |
| 6.       | Ukrajna            | 1     | 0     | 0     | 1        |
| 7.       | Kína               | 0     | 2     | 2     | 4        |
| 8.       | Magyarország       | 0     | 1     | 0     | 1        |
| Összesen | Összesen           | 7     | 7     | 7     | 21       |